# 피라미드호 (네바다주)

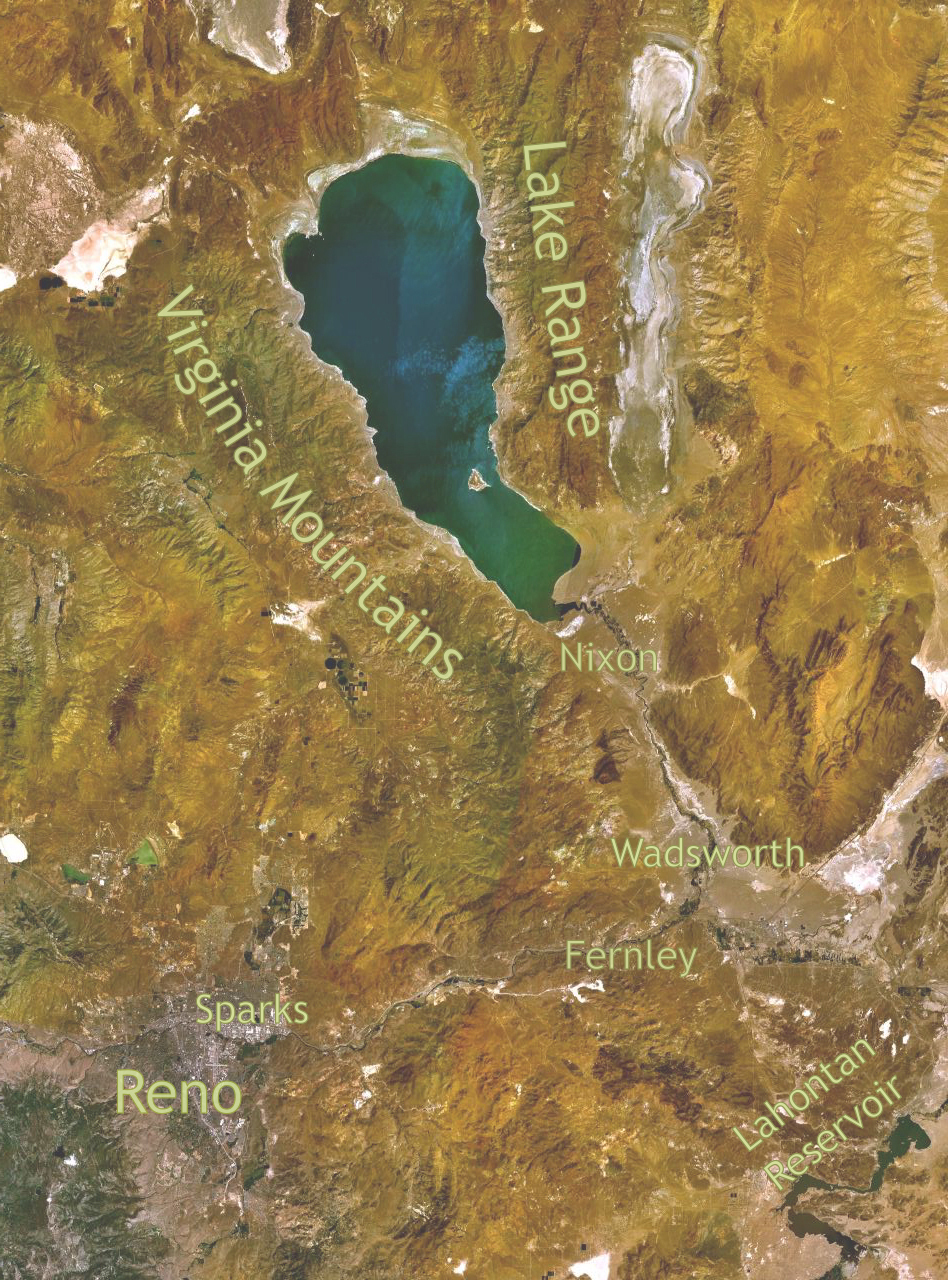
피라미드호

피라미드호(Pyramid Lake)는 네바다주의 워슈 카운티에 위치한 염호로, 면적은 487 km2이다.

## 같이 보기
- 블랙록 사막